# Cieszyn
Cieszyn là một thị trấn biên giới thuộc hạt Cieszyn, tỉnh Silesian, miền nam Ba Lan. Thị trấn nằm trên bờ phía đông của sông Olza và đối diện với thị trấn Český Těšín ở quận Karviná của Cộng hòa Séc. Tổng diện tích của thị trấn là 28,69 km². Tính đến năm 2006, dân số của thị trấn là 36.014 người với mật độ 1.300 người/km².

## Lịch sử

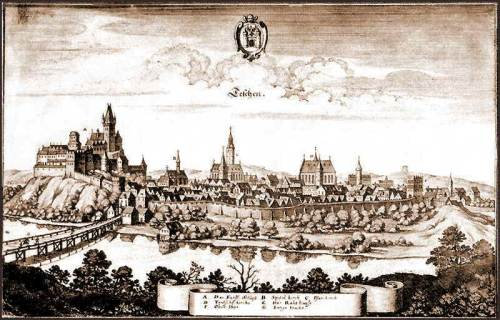
Khắc đồng từ c. 1640 mô tả thị trấn

Khu vực này được tộc người Slavic định cư từ thế kỷ thứ 7. Theo truyền thuyết, vào năm 810, ba người con trai của một hoàng tử là Bolko, Leszko và Cieszko đã gặp nhau ở đây vào mùa xuân sau một chuyến hành hương dài và họ quyết định tìm một khu định cư mới. Cái tên Cieszyn được bắt nguồn từ Cieszym się, nghĩa là "hạnh phúc". 

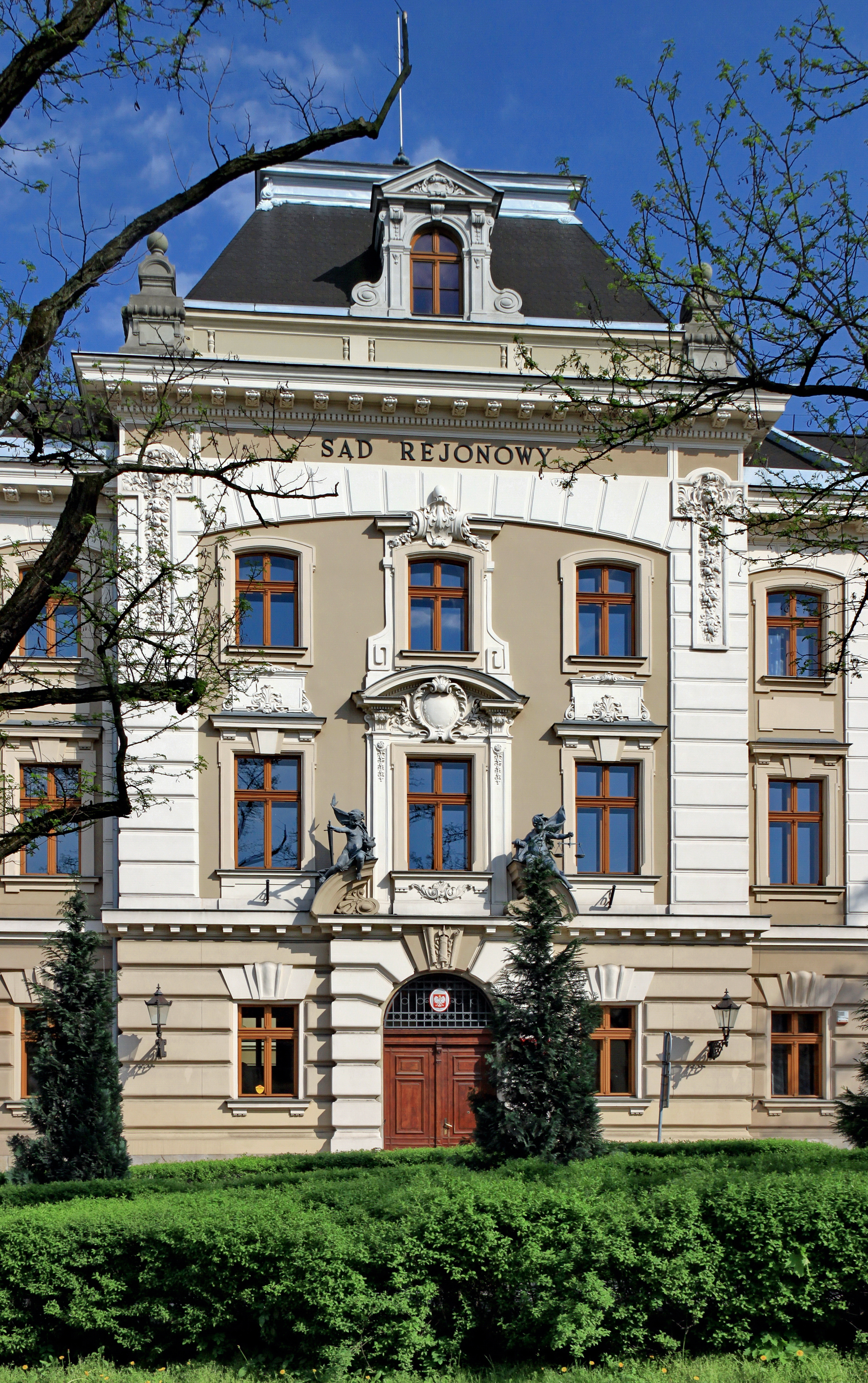
Tòa án quận Cieszyn được xây dựng vào năm 1905, một ví dụ lý tưởng về lịch sử thịnh vượng lâu đời của thị trấn và tác động của nó đến kiến trúc

Vào năm 1290, thị trấn từng là thủ phủ của Công tước xứ Teschen, cho đến năm 1653, nó được cai trị bởi triều đại Piast và đến năm 1918, được cai trị bởi triều đại Habsburg của Áo.
Thị trấn từng bị chia cắt vào tháng 7 năm 1920 bởi Hội nghị Spa, một cơ quan được hình thành bởi Hiệp ước Versailles. Vùng ngoại ô phía tây của thị trấn trở thành một phần của thị trấn Český Těšín của Cộng hòa Séc. Trong thời kỳ giữa chiến tranh, hai ngôi làng Błogocice (được thành lập năm 1923) và Bobrek (được thành lập năm 1932) được sáp nhập vào thị trấn Cieszyn. Sau năm 1920, nhiều người Đức đã rời khỏi thị trấn, trong khi nhiều người Ba Lan từ các khu vực khác chuyển đến. Năm 1921, theo một cuộc điều tra dân số Ba Lan cho thấy: ở thị trấn Cieszyn có 15.268 cư dân, trong đó người Ba Lan chiếm 60,5%, người Đức chiếm 31,2%, người Do Thái chiếm 6,6% và người Séc chiếm 1,3%. Ngoài ra, trong cuộc điều tra dân số Ba Lan năm 1931 cũng chỉ ra rằng: thị trấn có 14.707 cư dân, trong đó người Ba Lan chiếm 82,7%, phần còn lại chủ yếu là người Đức và người Do Thái. [6]
Vào tháng 10 năm 1938, hai thị trấn Cieszyn và Český Těšín được sáp nhập làm một khi Ba Lan sáp nhập khu vực Zaolzie với Český Těšín. Trong Thế chiến II, thị trấn Cieszyn bị quân Đức chiếm đóng vào năm 1939. Hầu như toàn bộ cộng đồng Do Thái đã bị Đức quốc xã sát hại. Sau Thế chiến II, khu vực này bị Hồng quân Liên Xô chiếm đóng. Hầu hết người Đức đã chạy trốn hoặc bị trục xuất và được thay thế bằng người Ba Lan. Dấu hiệu về sự hiện diện của người Đức trong thị trấn đã bị xóa sạch. [7]
Vào ngày 19 tháng 7 năm 1970, năm lính cứu hỏa của thị trấn Cieszyn đã thiệt mạng khi một cây cầu rơi xuống sông Olza do một trận lũ lụt nghiêm trọng. Vào năm 1977, Boguszowice, Gułdowy, Kalembice, Krasnna, Mnisztwo, Pastwiska đã được sáp nhập vào thị trấn Cieszyn và quận Marklowice của Cieszyn.

## Văn hóa

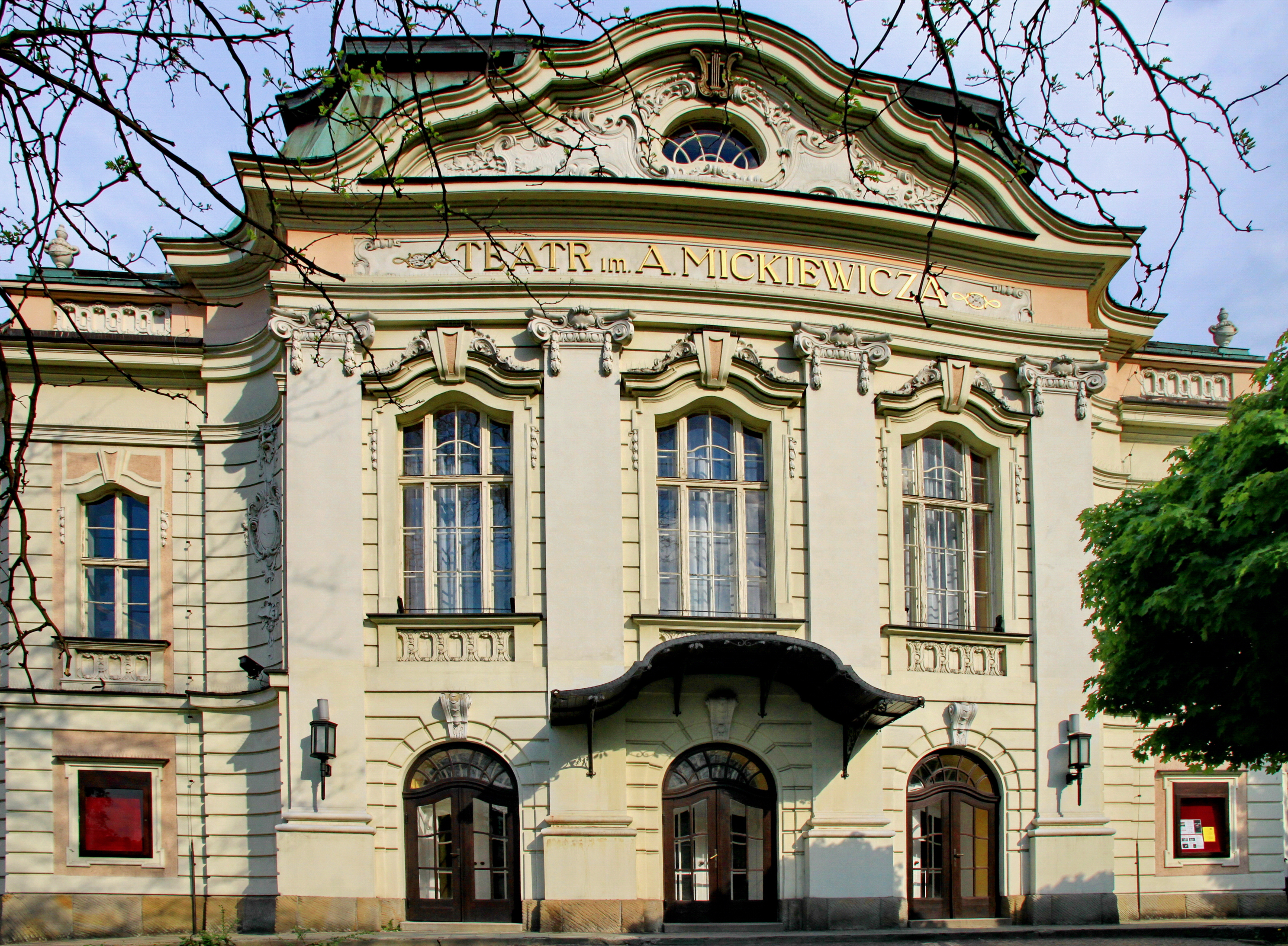
Nhà hát Adam Mickiewicz ở Cieszyn

Kể từ thế kỷ 18, thị trấn Cieszyn đã trở thành một trung tâm quan trọng của đạo Tin lành ở Ba Lan khi Nhà thờ Giêsu được xây dựng ở đây. Hiện tại, thị trấn Cieszyn cũng là nơi diễn ra Liên hoan phim mùa hè Cieszyn, một trong những liên hoan phim lớn nhất ở Ba Lan. Ngoài ra còn có liên hoan phim Séc-Ba Lan-Slovak được thành lập trước đó.

## Công nghiệp
Thị trấn Cieszyn là trung tâm của ngành cơ điện. Đây cũng là nơi sản xuất đồ ngọt nổi tiếng của Ba Lan (Nhà máy Olza Cieszyn là nơi sản xuất bánh quế Prince Polo nổi tiếng). Nguồn thu nhập chính của người dân nơi đây là giao thương với người dân của Cộng hòa Séc gần đó thông qua hai cây cầu từ Olza đến Český Těšín. Trong quá khứ, thị trấn từng là nơi có nhiều nhà máy sản xuất đồ nội thất nhất ở Ba Lan. [8]

## Những địa điểm tham quan nổi tiếng

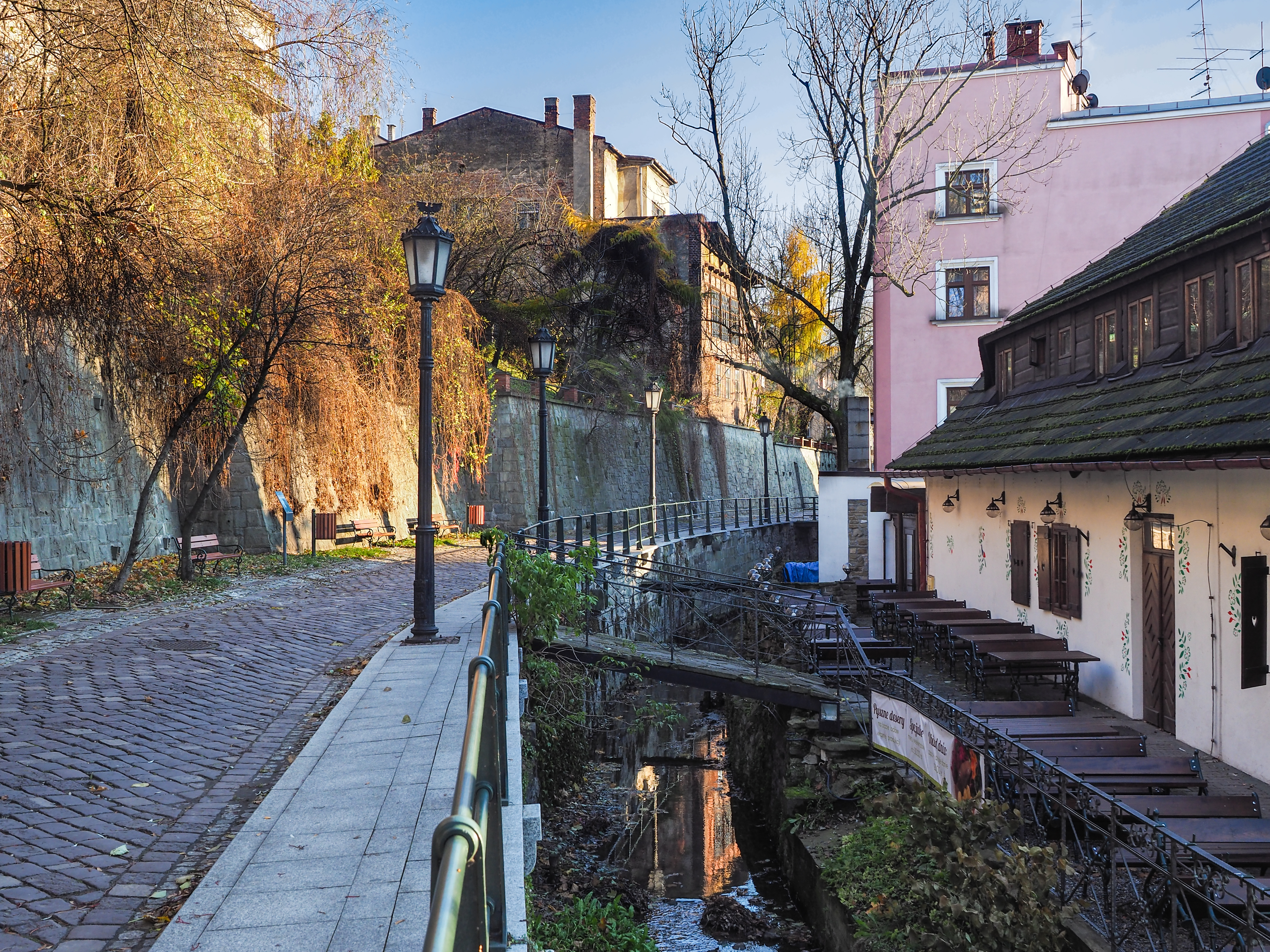
Phố Pr: 05opa, nơi duy trì sự xuất hiện của thế kỷ 18 và 19

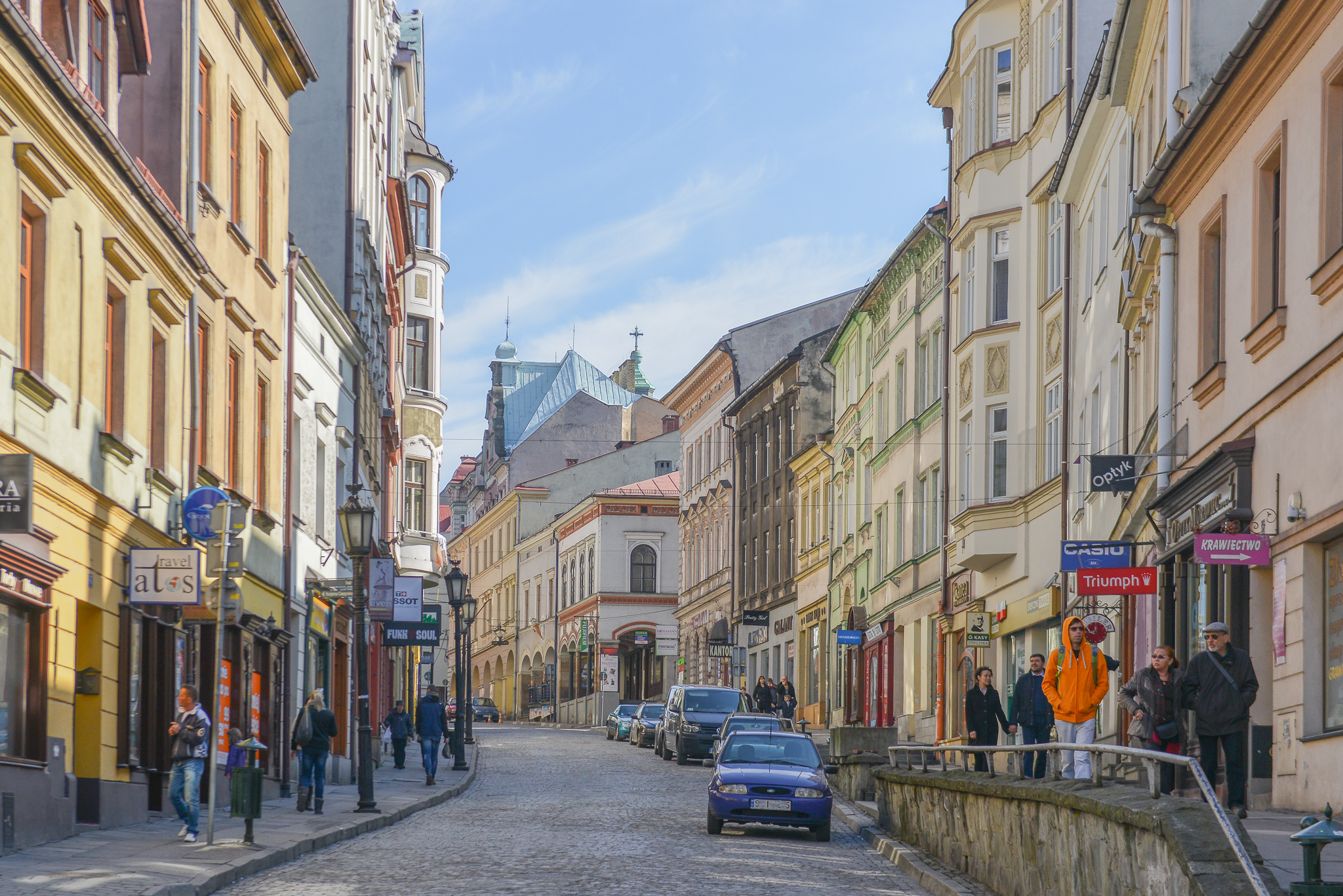
Phố Głęboka, một trong những lối đi dạo chính ở Cieszyn

- Nhà nguyện La Mã của Thánh Nicholas - được xây dựng từ thế kỷ 11
- Tháp lâu đài Piast - được xây dựng từ thế kỷ 14
- Nhà thờ gothic của Thánh Mary Magdalene - được xây dựng từ thế kỷ 13
- Quảng trường phố cổ
- Tòa thị chính - được xây dựng từ đầu thế kỷ 19
- Nhà đúc tiền cũ - được xây dựng từ thế kỷ 18
- Giáo hội Lutheran của Giêsu - được xây dựng từ thế kỷ 18
- Bảo tàng Cieszyn Silesia - bảo tàng đầu tiên ở Ba Lan
- Nhà máy bia Castle - được xây dựng vào năm 1846
- Cung điện Habsburg ở Cieszyn
- Tu viện Bonifraters - được xây dựng từ thế kỷ 18
- Nhà thờ Tin lành của Giêsu

## Những nổi tiếng xuất thân từ thị trấn
- Jan Błachowicz (sinh năm 1983) - võ sĩ người Ba Lan
- Adam Christian Agricola (sinh năm 1593) - nhà truyền giáo Tin Lành
- Hermann Heller (sinh năm 1891) - luật sư Ba Lan
- Ireneusz Jeleń (sinh năm 1981) - cầu thủ bóng đá người Ba Lan
- Carl Friedrich Kotschy (sinh năm 1789) - nhà thực vật học và nhà thần học
- Jan Łysek [et] (sinh năm 1887) - nhà văn Ba Lan
- Richard Faucet (sinh năm 1923) - nhà sử học người Mỹ gốc Ba Lan, Giáo sư Đại học Harvard
- Max Rostal (sinh năm 1905) - nghệ sĩ violin và nhà giáo dục
- Jadwiga Smykowska (sinh năm 1945) - nghệ sĩ Ba Lan
- Tomisław Tajner (sinh năm 1983) - vận động viên trượt tuyết người Ba Lan
- Jiří Třanovský (sinh năm 1592) - nhà thần học và nhà soạn nhạc
- Friedrich Uhl (sinh năm 1825) - nhà báo, nhà văn
- Piotr yła (sinh năm 1987) - vận động viên trượt tuyết người Ba Lan

## Thư viện ảnh

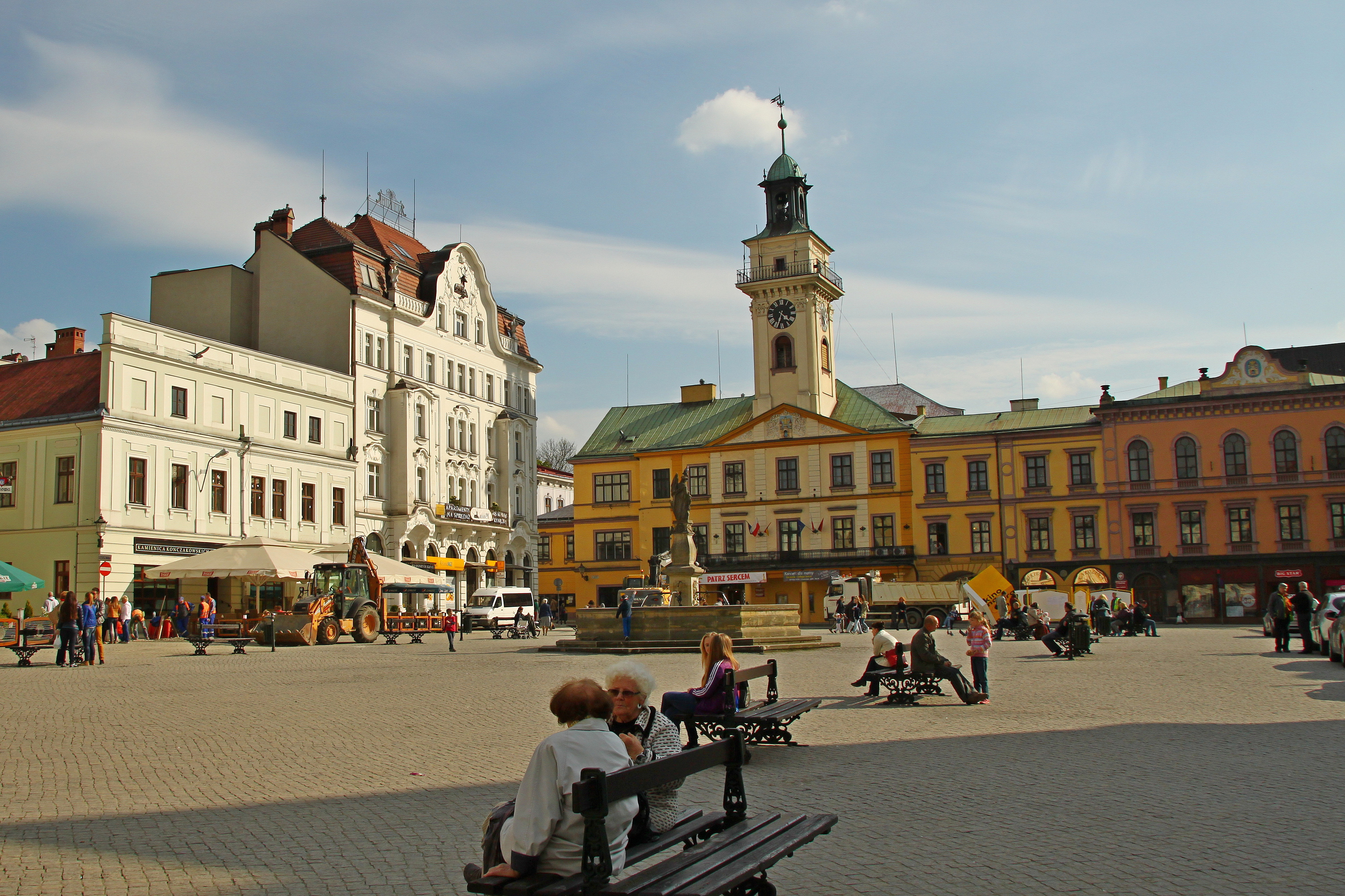
Tòa thị chính tại Quảng trường chợ Cieszyn
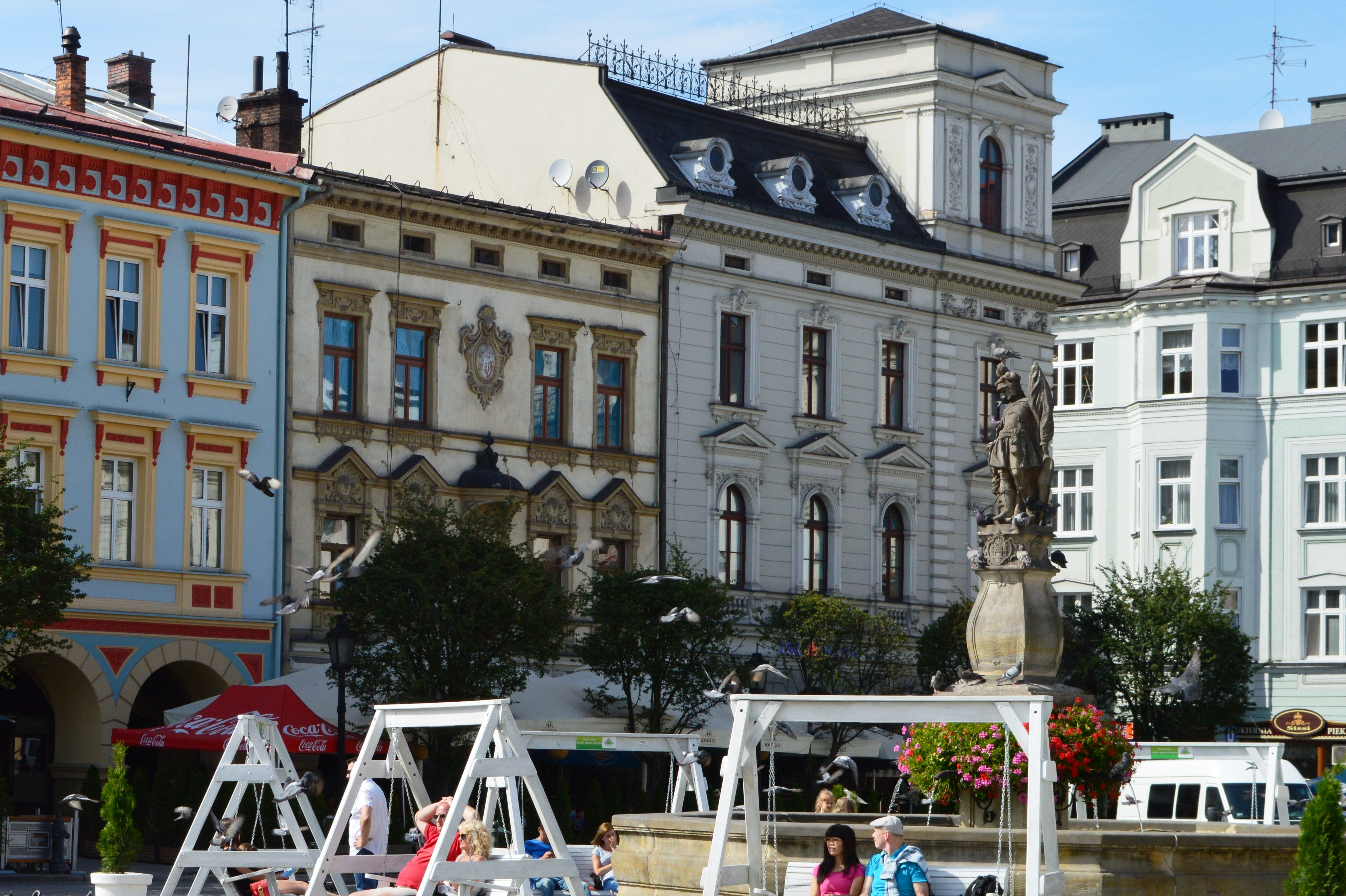
Nhà phố tại Cieszyn
Rotunda từ khoảng năm 1180 / Nhà thờ St. Nicholas Rotunda từ khoảng năm 1180 / Nhà thờ St. Nicholas
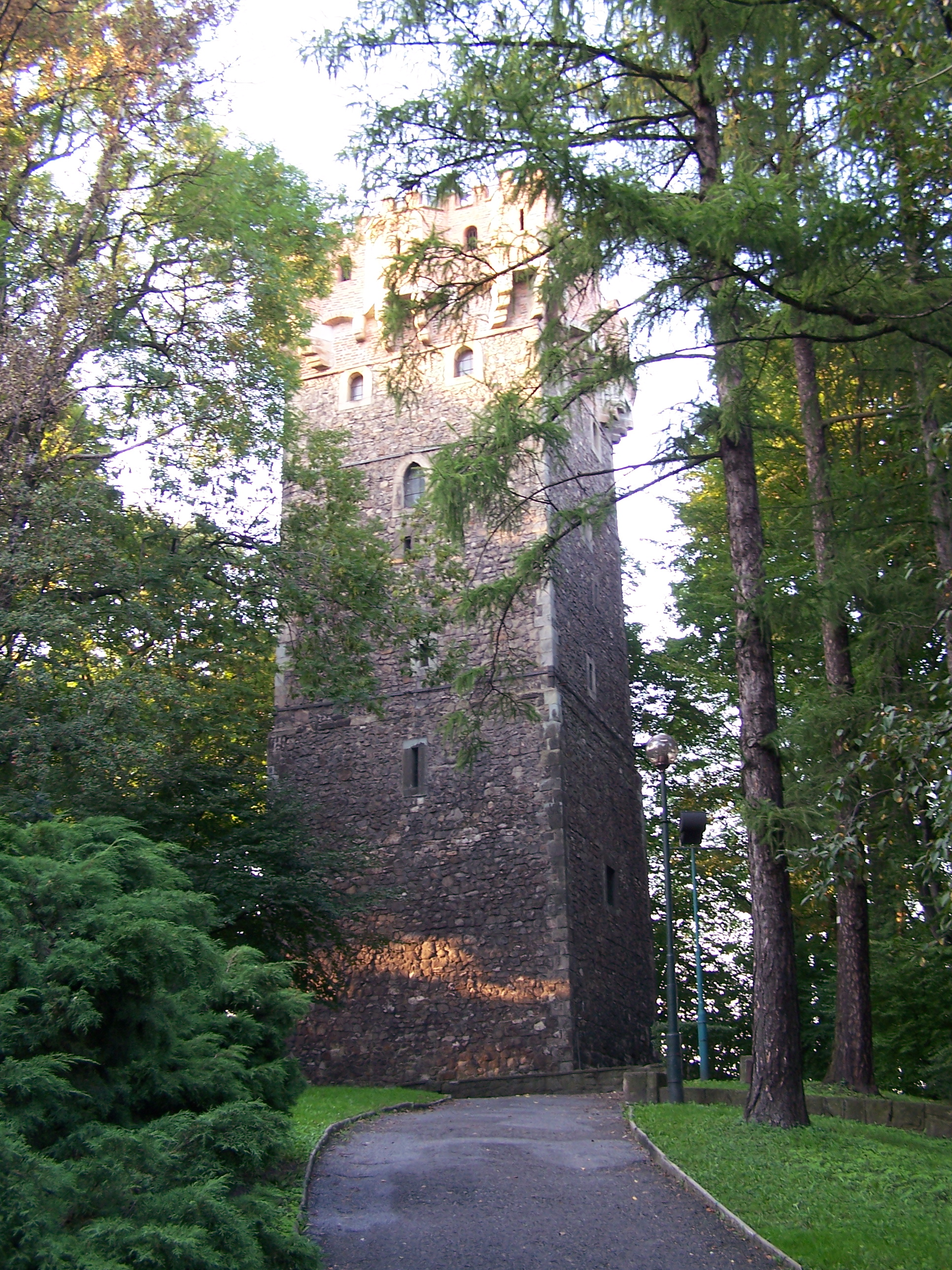
Tháp Piast thế kỷ 14
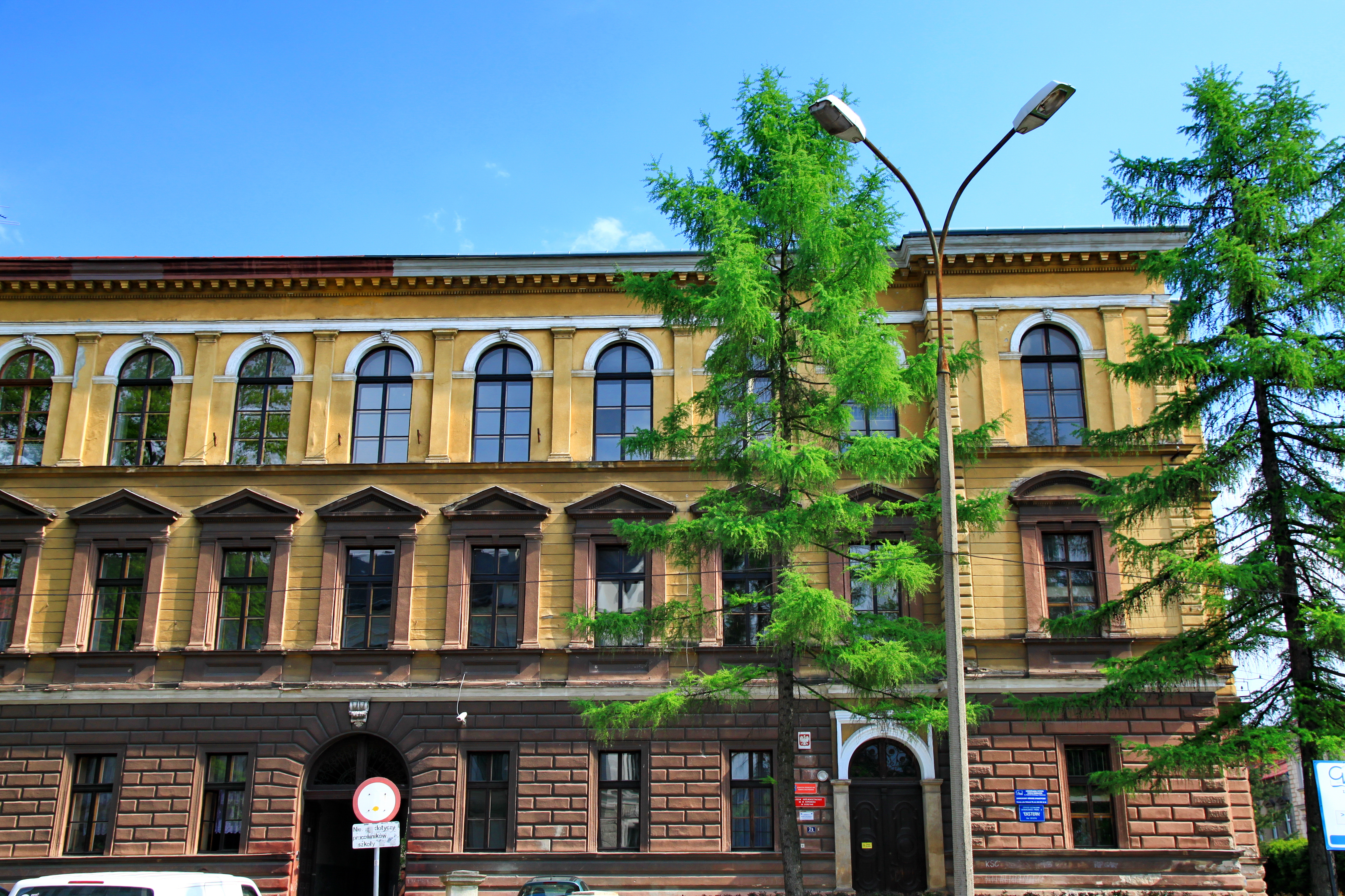
Trường trung học Nicolaus Copernicus ở Cieszyn
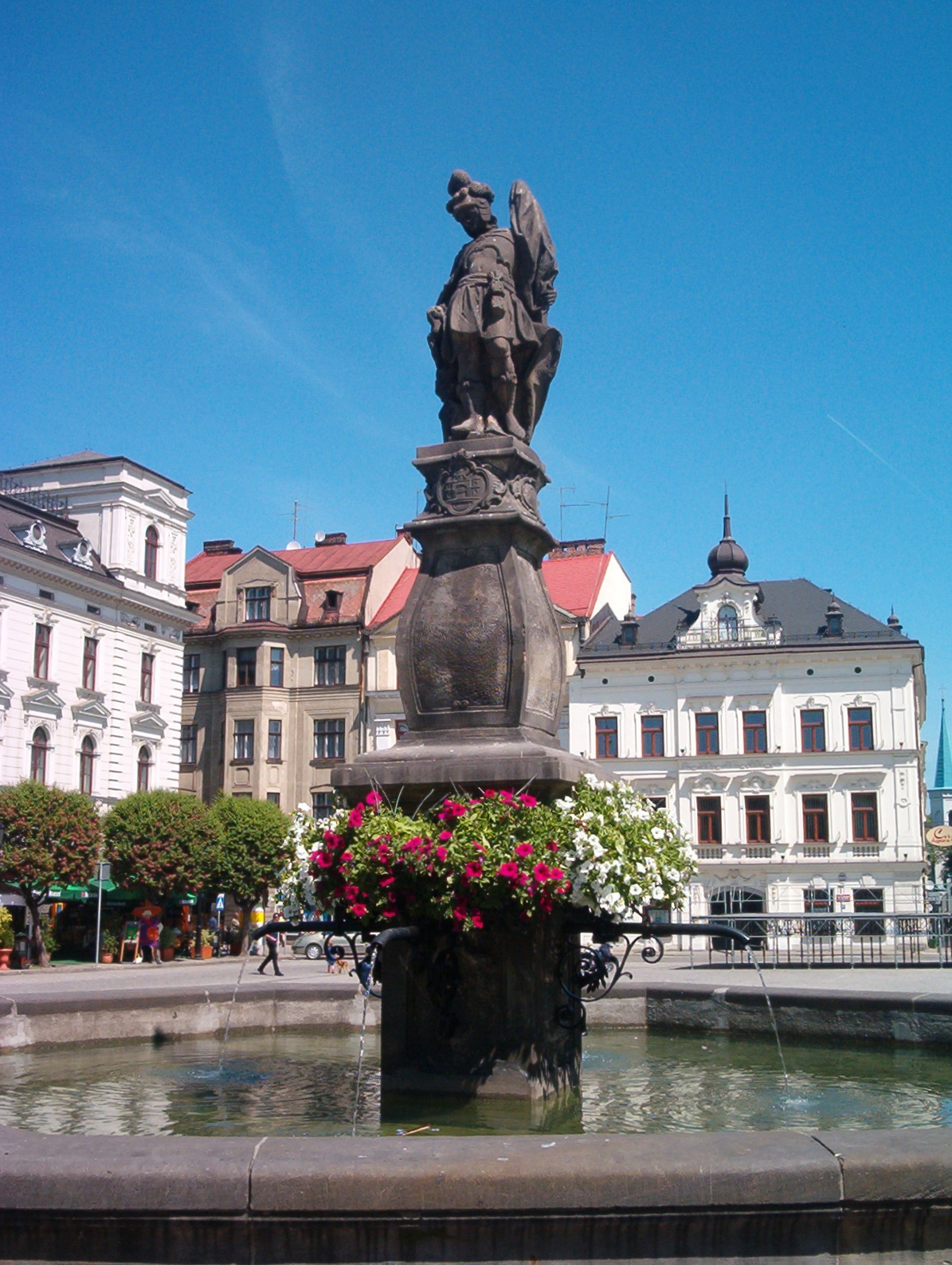
Tượng Thánh
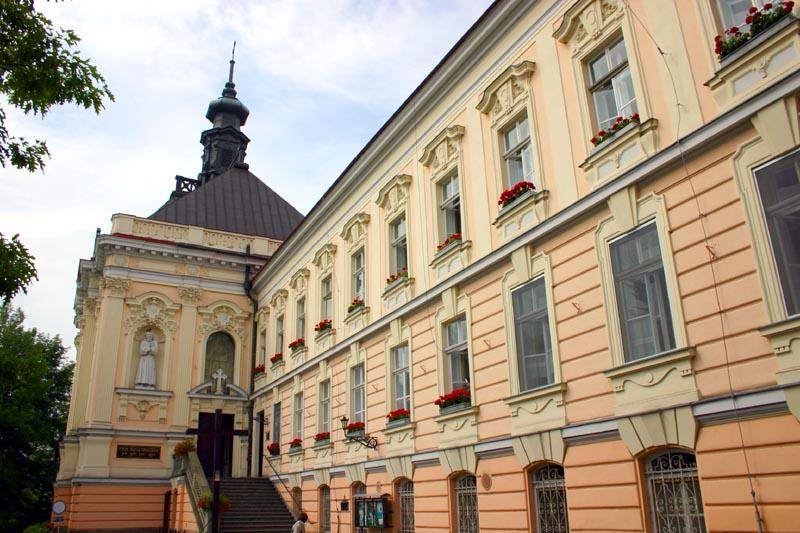
Tu viện, nhà thờ và bệnh viện của các nữ tu Saint Elizabeth
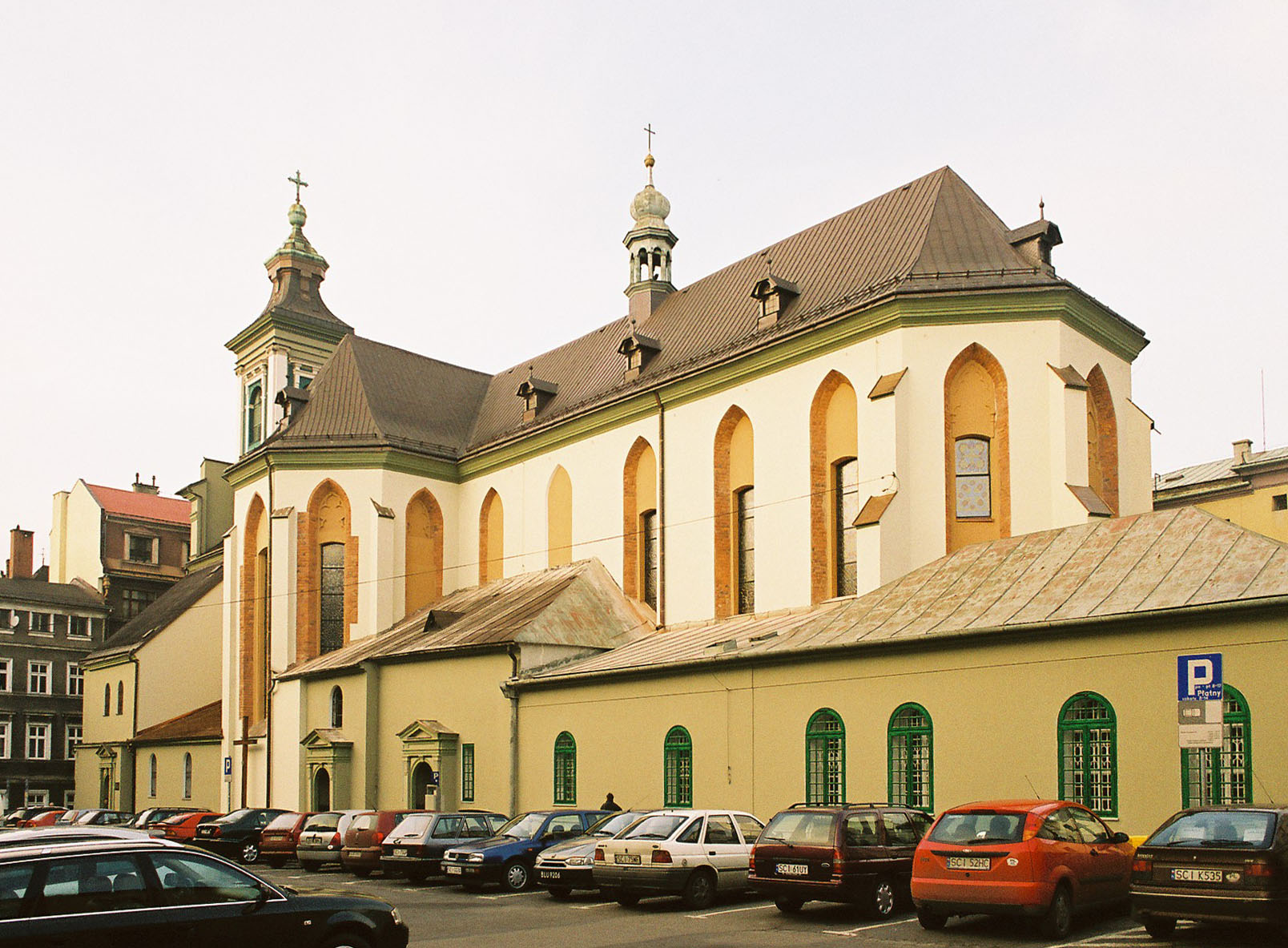
Mary Magdalene Nhà thờ Dominican, bắt đầu vào cuối thế kỷ 13
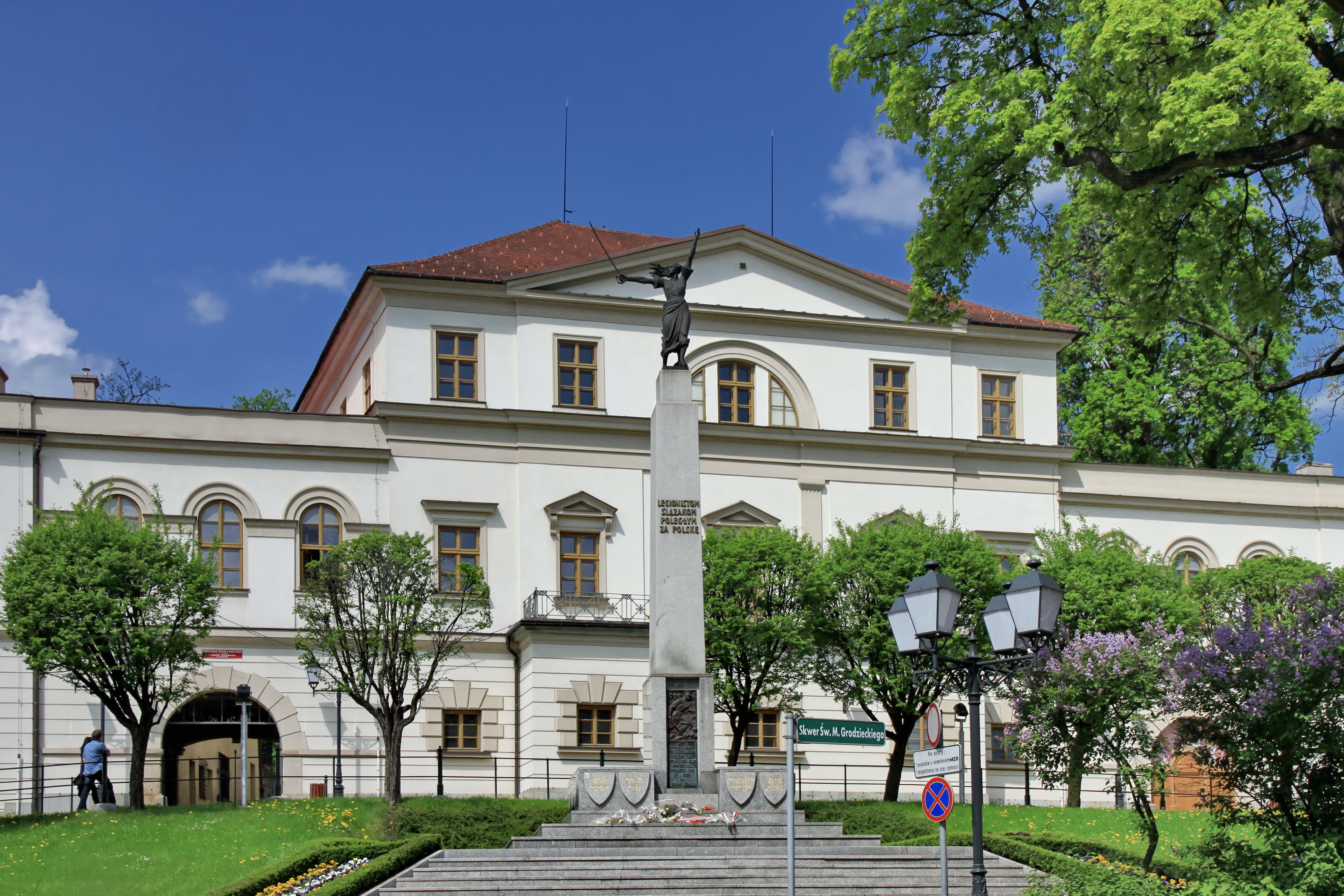
Cung điện săn bắn của Habsburgs và tượng đài tưởng niệm những người lính lê dương Silesian rơi cho Ba Lan
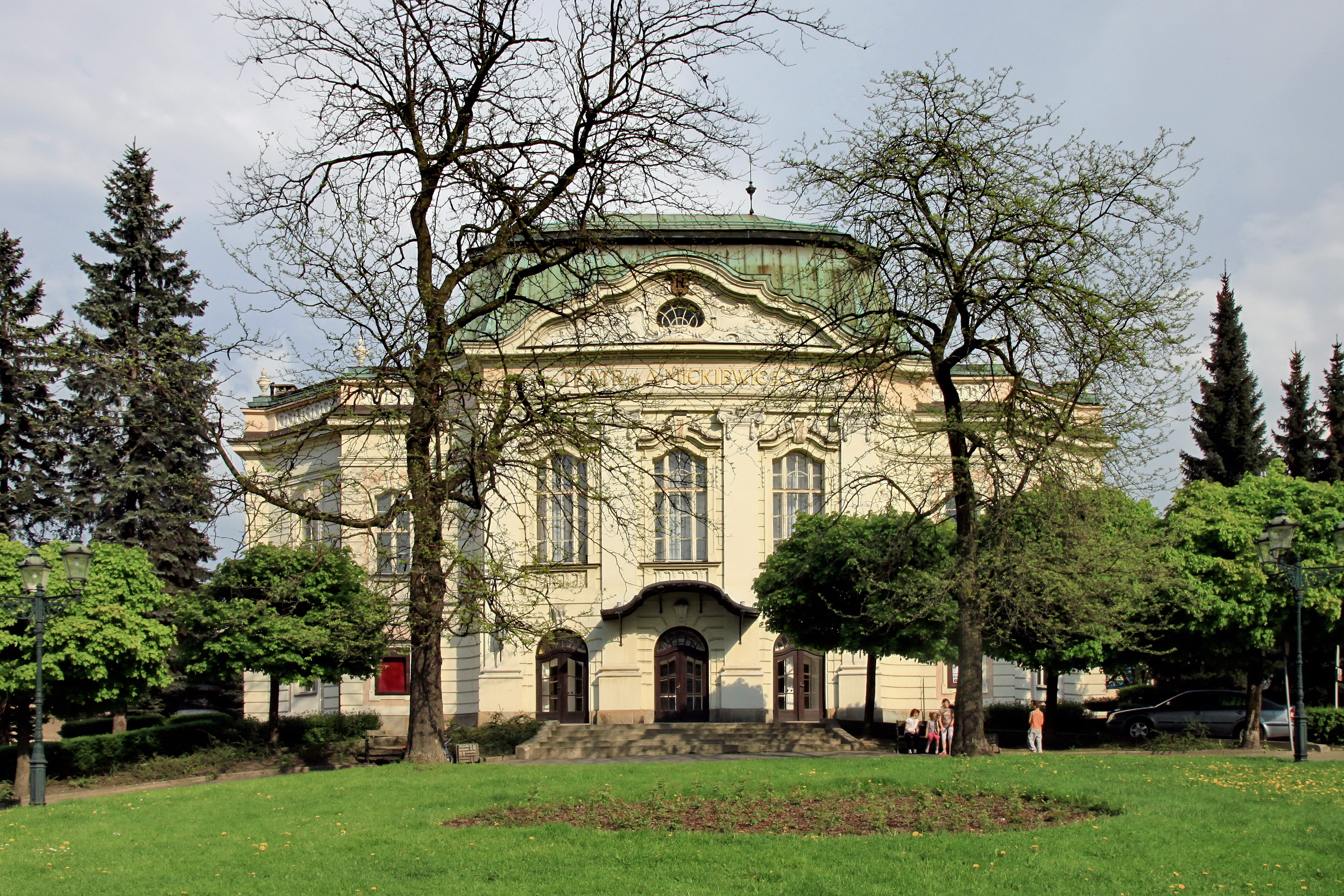
Nhà hát Adam Mickiewicz
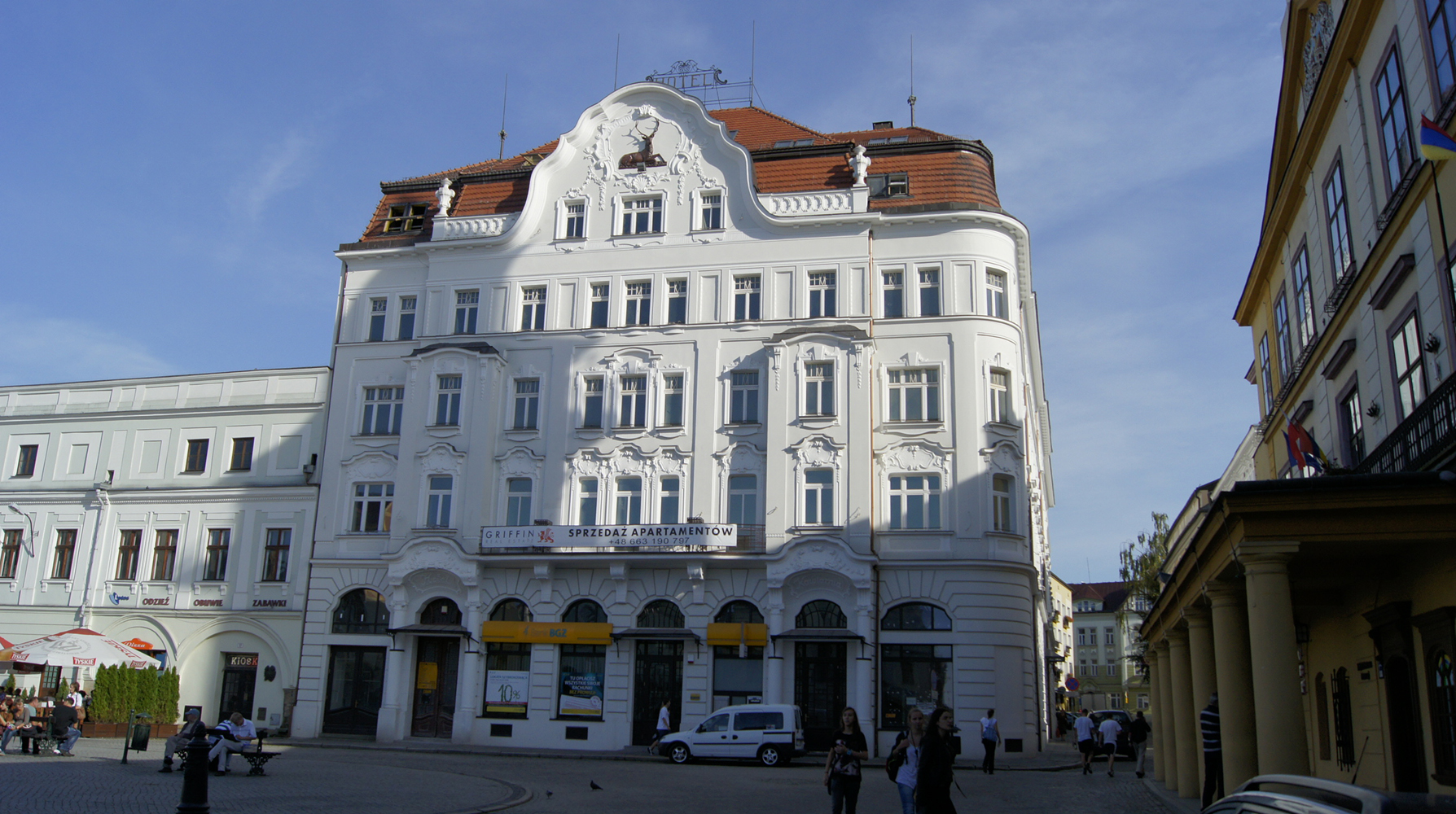
Khách sạn trên quảng trường thị trấn
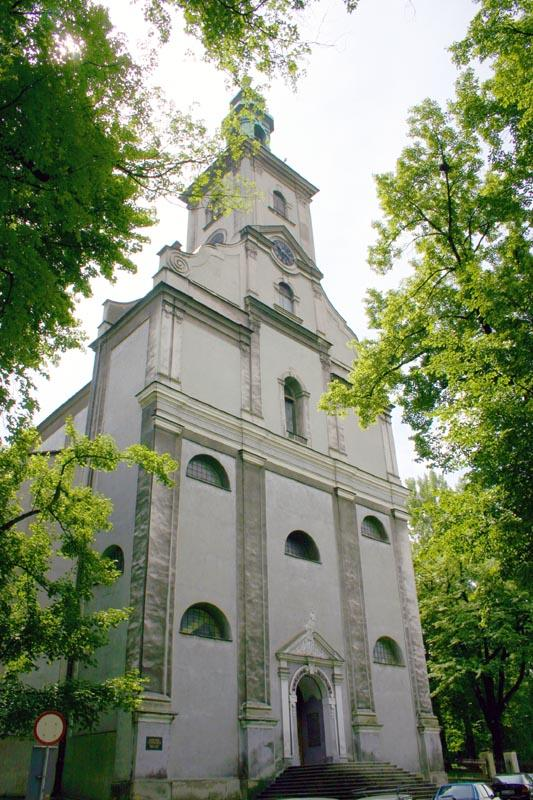
Nhà thờ Tin lành Tin lành của Giêsu, bắt đầu vào năm 1710
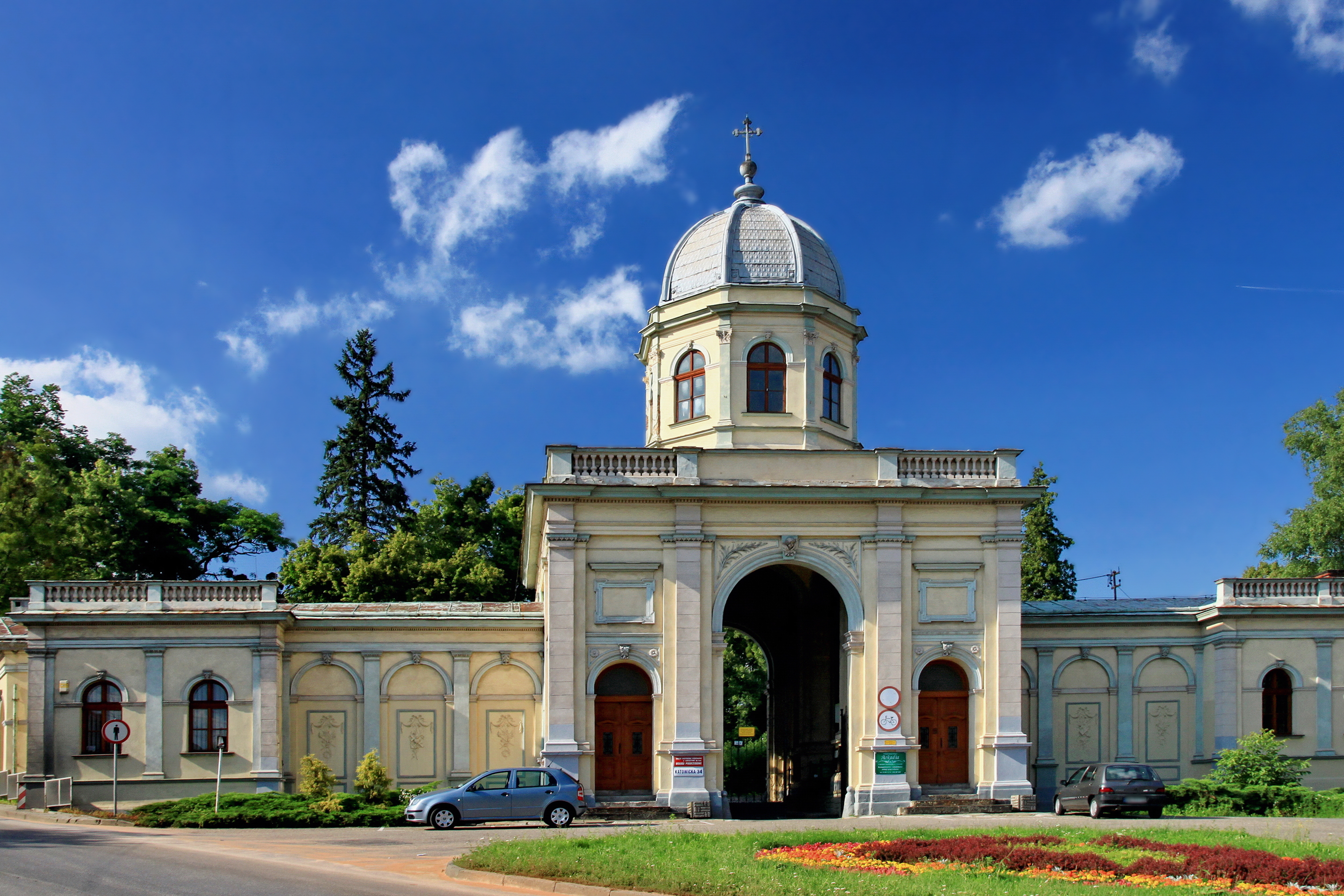
Nghĩa trang xã ở Cieszyn
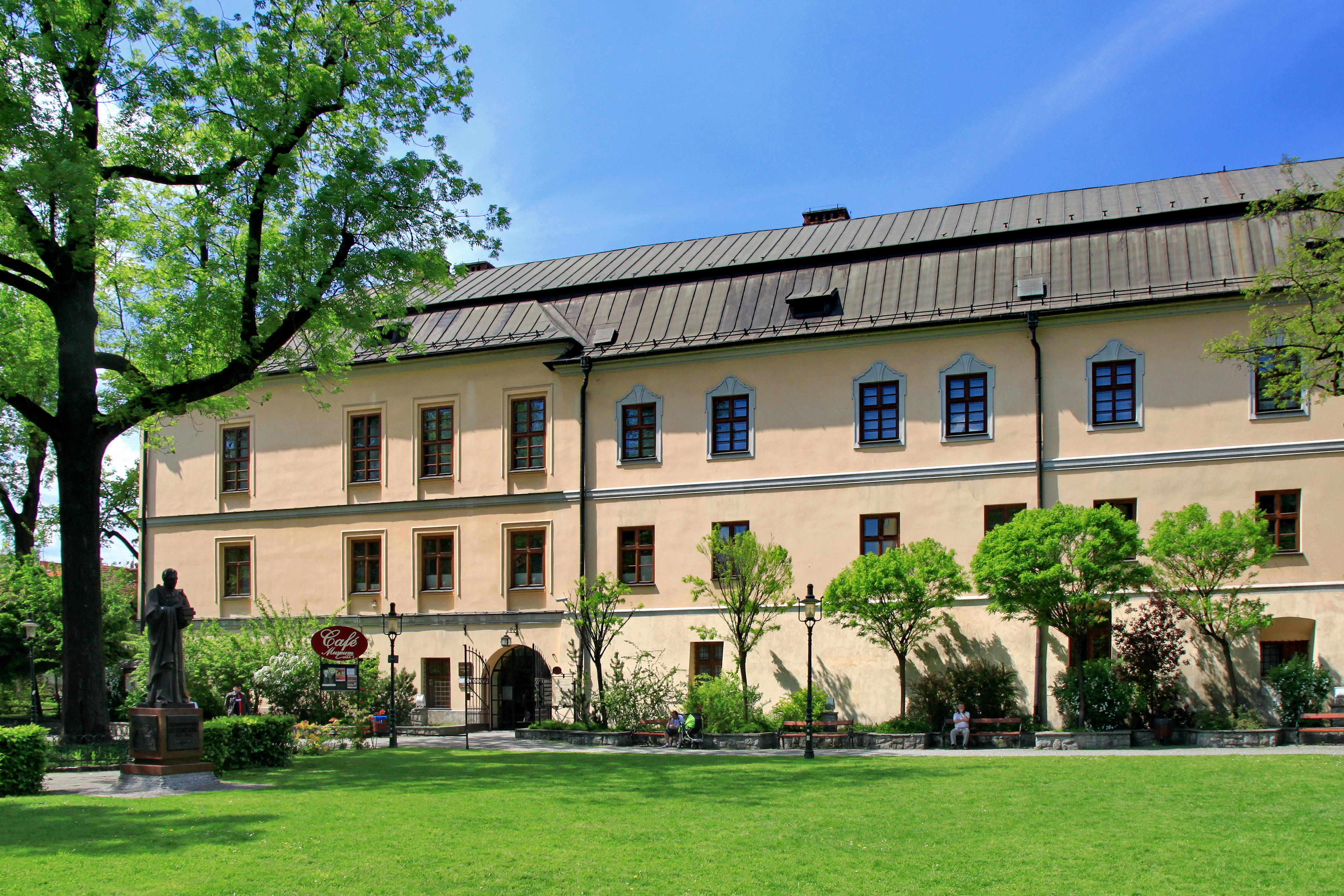
Bảo tàng Cieszyn Silesia